# Jacques Nicolaas Vosmaer

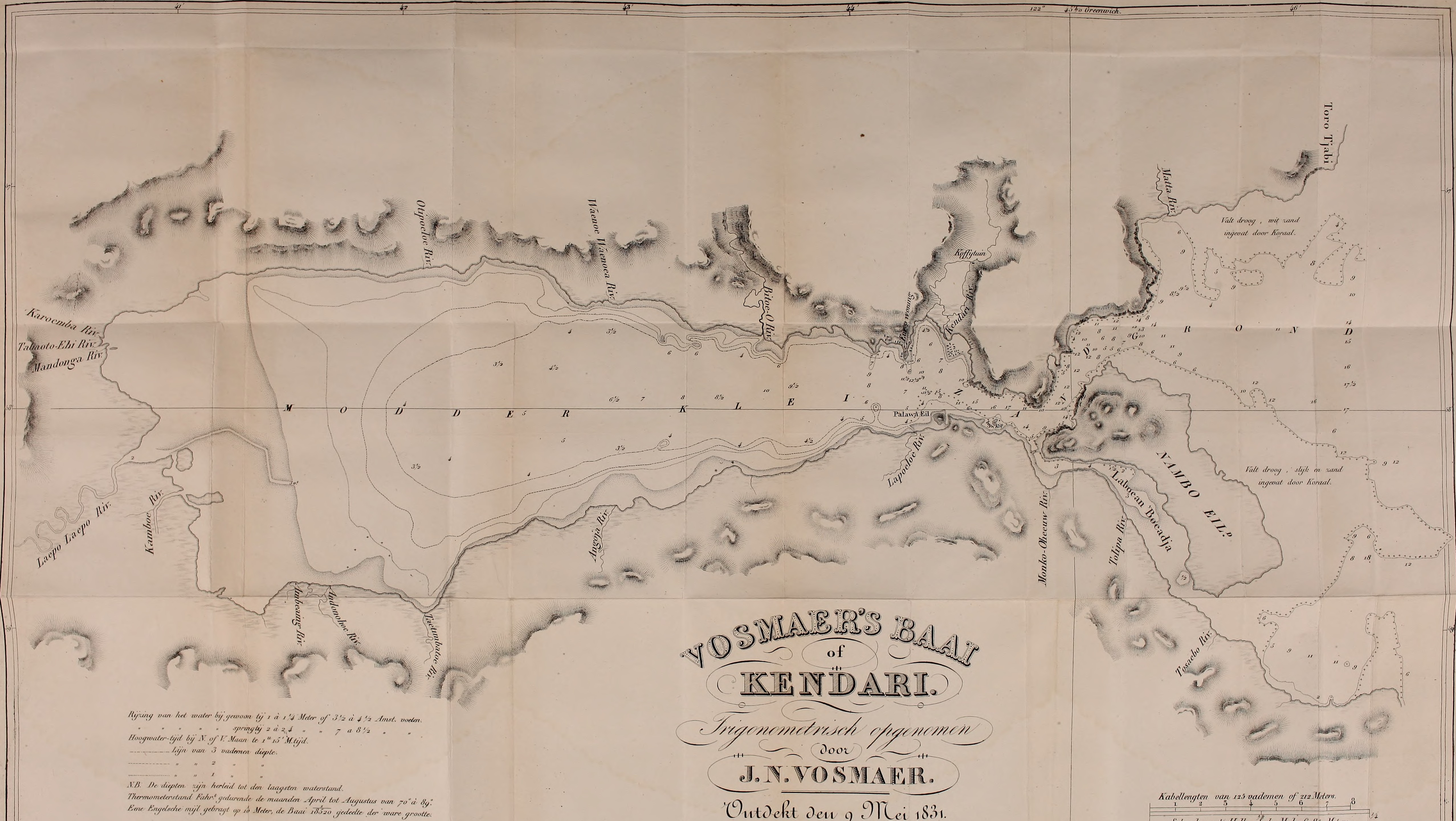
Kaart van Vosmaer's Baai in Celebes, gemaakt door Jacques Vosmaer.

Jacques Nicolaas Vosmaer (Den Haag, 16 maart 1803 – Buton, 13 januari 1836) was een Nederlandse marineofficier, handelaar en koloniaal ambtenaar in Nederlands-Indië.

## Jeugd
Jacques Vosmaer was een zoon van Willem Carel Vosmaer en zijn tweede vrouw Jacoba Maria Scheltus. Hij was een neef van de schrijver Jacob Vosmaer. Jacques’ moeder stierf toen hij 6 jaar oud was. Zijn vader, een hoge ambtenaar en president van het Hooggerechtshof voor Financiën en Zeezaken, stierf in 1818. Via een schoolvriend leerde hij diens vader, de romantische dichter A.C.W. Staringh kennen, die als een soort vaderfiguur zou gaan fungeren. Staringh was een zoon van de marineofficier Damiaan Hugo Staringh. Ook Jacques besloot een opleiding tot marineofficier te volgen aan de artillerie- en genieschool in Delft. In 1823 werd hij als adelborst 1e klasse geplaatst op de korvet Lynx, onder bevel van kapitein-luitenant J.P.M. Willinck.

## Marine

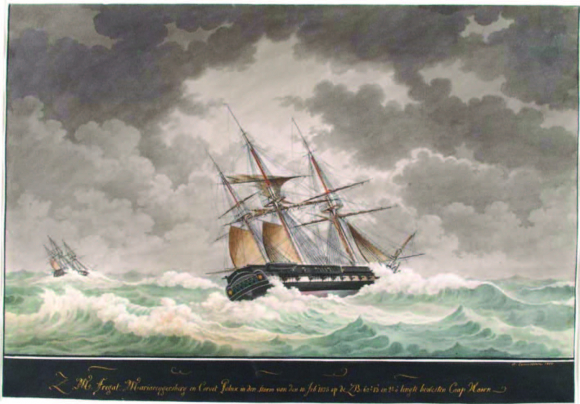
De Maria Reigersbergen en de Pollux ronden Kaap Hoorn in februari 1825, niet lang na de Lynx.

De Lynx, gewapend met 28 kanonnen en pas gekoperd, vertrok in september uit Hellevoetsluis om in opdracht van koning Willem I in de pas onafhankelijk geworden staten in Zuid-Amerika betrekkingen aan te knopen en handelsbelangen te bevorderen. Via Kaap Hoorn zou naar Nederlands-Indië worden gevaren, en dan terug naar Nederland. Daarmee was het voor het eerst sinds Jacob Roggeveen in 1721-1722 dat een Nederlands schip een reis om de wereld zou maken. Zover kwam het echter niet. Na een succesvolle ronding van Kaap Hoorn en een lange reis over de Grote Oceaan in januari 1825 in Batavia aangekomen werd de Lynx ingezet bij de tweede expeditie naar Palembang. Het schip bleef 11 maanden in de Musi rivier liggen, en was er bij terugkomst in Batavia zo slecht aan toe dat het ondanks de kopering afgekeurd moest worden. Veel bemanningsleden waren intussen aan cholera gestorven. Anderen keerden met koopvaarders terug naar Nederland. Vosmaer werd benoemd tot luitenant-ter-zee tweede klasse, maar het harde leven en de strenge discipline aan boord waren hem tegengevallen. Een ontmoeting met zijn broer Jan Vosmaer, koloniaal ambtenaar op Madura, en kennismaking met mensen van handelshuizen in Batavia deden hem besluiten ontslag te nemen bij de marine en zijn geluk in de handel en koopvaardij in Nederlands-Indië te beproeven.

## Nederlands-Indië

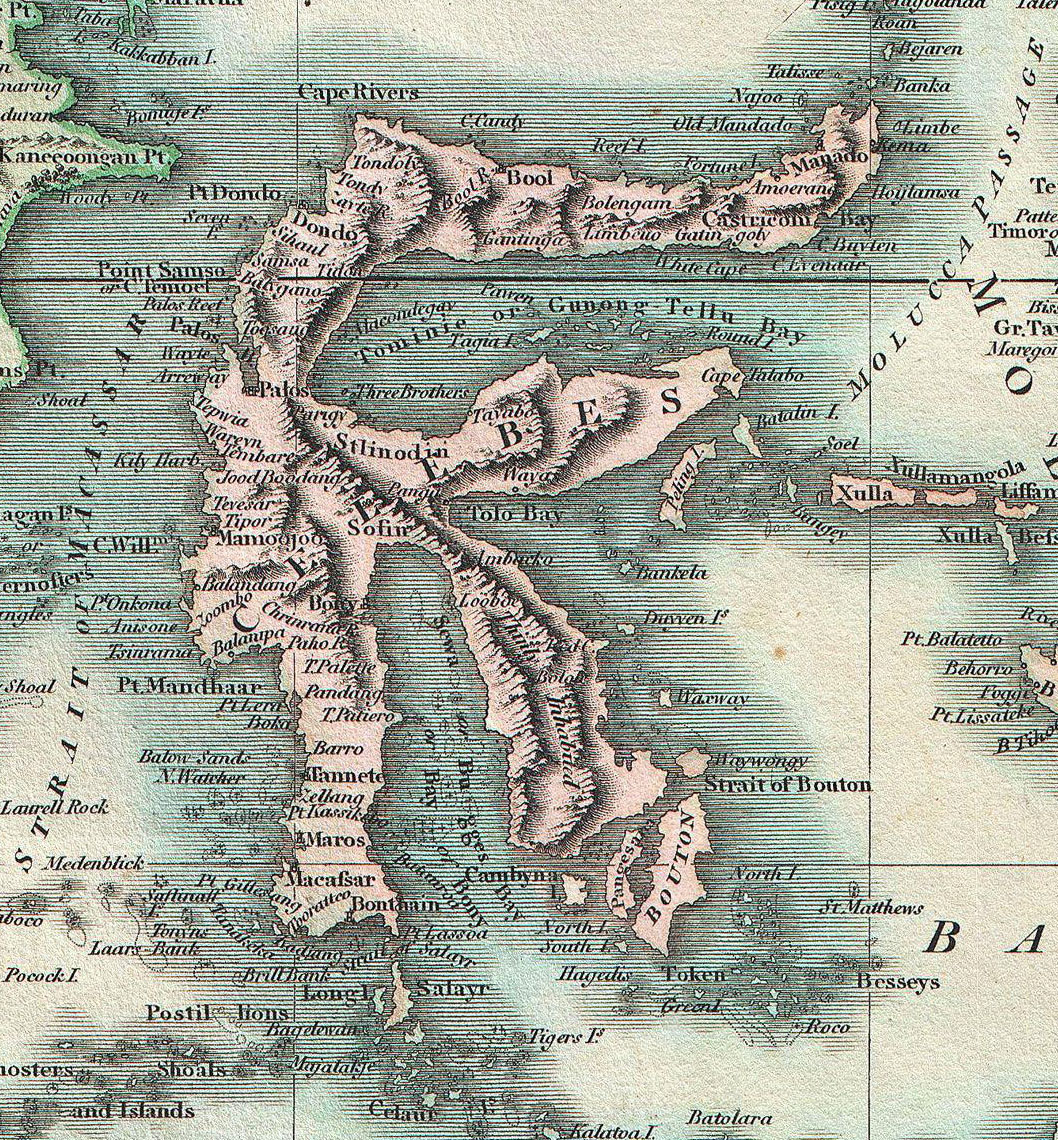
Kaart van Celebes uit 1801. Vosmaer's Baai is ongeveer bij de 'a' van de tekst 'Thinly Inhabited'.

In 1816 hadden de drie commissarissen-generaal Cornelis Elout, Arnold Buyskes en Godert van der Capellen namens de Nederlandse staat het gezag over Nederlands-Indië overgenomen van het Britse tussenbestuur, op basis van het Verdrag van Londen van 1814. De focus lag daarbij op Java en Madura. Het vestigen van een koloniaal bestuur in de uitgestrekte Buitengewesten ging de middelen te boven en bleef tot veel later in de 19e eeuw min of meer beperkt tot een afbakening van territorium. In de oostelijke archipel waren velerlei Europese, Amerikaanse en Aziatische handelaren, maar ook zeerovers actief. Vosmaer werkte voor de Bataviase handelshuizen Paine, Stricker & Co. en Brouwer, Nolthenius & Co. Tijdens de militaire expeditie van generaal Van Geen tegen Boni in Celebes, dat het koloniaal gezag niet accepteerde en gouvernementsgebied was binnengevallen, meldde hij zich als vrijwilliger, en nam onder majoor Coehoorn van Houwerda deel aan de strijd tegen het staatje Tanette bij Tjiriwali in juni 1826. Er werden in Celebes echter slechts pyrrusoverwinningen geboekt. Het hardhandig optreden van het leger gaf het koloniaal bewind voornamelijk een slechte naam. Vosmaer kwam tot de overtuiging dat met zachtheid en overreding meer was te bereiken dan met militaire acties.
In 1827 werd hij schipper op de Minerva van Paine, Stricker & Co. Twee jaar later had hij zijn eigen schip, de driemaster Alyda. Daarna kreeg hij te maken met tegenslagen. In 1830 was hij aan boord van de bark Alliance toen dat schip verging, en later overleefde hij ternauwernood een aanval door zeerovers.

## Celebes

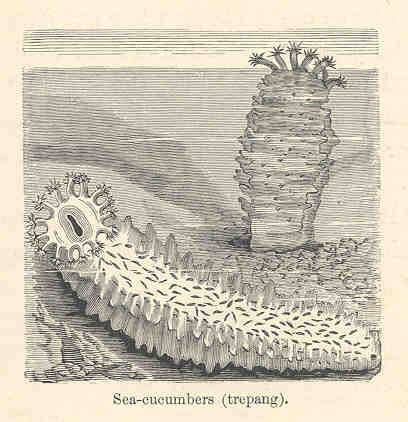
Zeekomkommers.

Samen met Brouwer, Nolthenius & Co. kocht hij in oktober 1830 een brik, de Johanna Maria, die hij omdoopte in de Celebes en waarmee hij vanuit Makassar, waar Jan Vosmaer inmiddels werkte als secretaris van de gouverneur, de kust van zuidoost Celebes exploreerde. Op 9 mei 1831 ontdekte hij daar een verscholen baai met een nauwe ingang, de baai van Kendari. 'De schoonste baai, die zich ooit aan mijn ogen heeft vertoond, en die wellicht haar weerga niet vindt'. De baai stond niet op zijn kaarten en de bewoners hadden nog nooit Europeanen gezien, dus beschouwde hij zich als de ontdekker en noemde hem de Vosmaerbaai. Een verderop gelegen baai noemde hij de Staringbaai. In de Vosmaerbaai bouwde hij een versterkte handelspost met akkers in samenwerking met een nomadisch vissersvolk, de orang bajo’s (watermensen), die vroeger in Kendari waren gevestigd maar gevlucht waren voor koppensnellers in het binnenland. Vosmaer wist zowel de orang bajo’s, de koppensnellers en de Boeginese en Tobelo handelaars en piraten voor zich te winnen. Het gouvernement liet hem begaan, maar wees vanwege de onthoudingspolitiek in de Buitengewesten zijn verzoek om financiële steun af. Aanvankelijk succes in de handel in zeekomkommers (tripang), parels en karetschildpadden werd gevolgd door weer een schipbreuk, in februari 1833. Op weg van Makassar naar Kendari met de schoeners Swift en Iris kapseisde de Swift bij Pulau Selayer en zonk, waarbij Vosmaer zijn handelsgoederen, parels en persoonlijke bezittingen en aantekeningen verloor. Tot overmaat van ramp vertrok zijn zakenpartner Brouwer, Nolthenius & Co. uit Nederlands-Indië. Gebrek aan inkomsten noopte Vosmaer in 1833 Kendari te verlaten en dienst te nemen bij het koloniaal bestuur in Makassar.

## Vosmaer's Baai

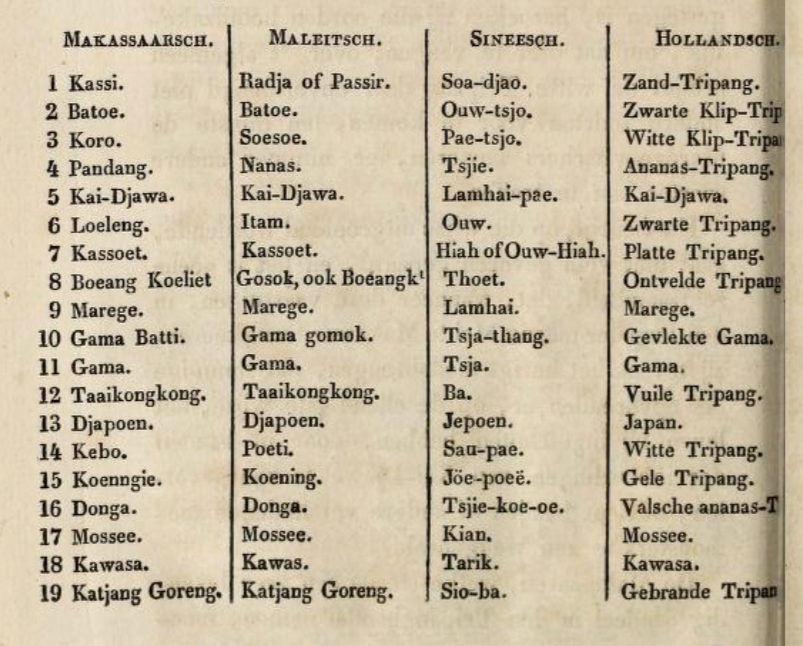
Woordenlijstje opgesteld door Vosmaer, met de namen van diverse soorten zeekomkommers in het Makassaars, Maleis, Chinees en Nederlands.

Geïnspireerd door de Verlichtingsideeën van zijn tijd wist Vosmaer het bestuur te interesseren voor een plan om in de baai van Kendari een handelspost en kantoor van het gouvernement te stichten, waarbij de diverse vissers, boeren en handelaren, zeerovers, kannibalen en koppensnellers verenigd werden in een vreedzame samenleving die leefde van de landbouw en de handel. Vosmaer had blijkbaar een goede reputatie opgebouwd, want het gouvernement steunde hem hierin. Vooral de zeerovers waren in de regio een plaag. Zij beroofden niet alleen vaartuigen op zee maar hielden ook strooptochten langs de kustdorpen en voerden de bewoners mee als slaven. Zowel de nieuwe gouverneur-generaal Van den Bosch als zijn opvolger Baud zagen in dit experiment een alternatief voor militaire expedities, dat ook nog eens economisch voordeel kon bieden. Vosmaer ontving uit Nederland het zogenaamde radikaal van Indisch ambtenaar en werd begin 1835 benoemd als assistent-resident van Gorontalo, in het noordoosten van Celebes. Tegelijkertijd behield het bestuur een zekere distantie tot het nieuwe kantoor voor het geval het misging. Vosmaer voelde zich eigenlijk niet zo zeer een ambtenaar als wel een bondgenoot van het gouvernement, die vooral zijn eigen boontjes moest doppen. Hij schreef in juli aan de familie Staring: ‘Dit is een allerzonderlingst gedrogt van zaak geworden, waarvan de gevolgen moeilijk te voorzien zijn’.

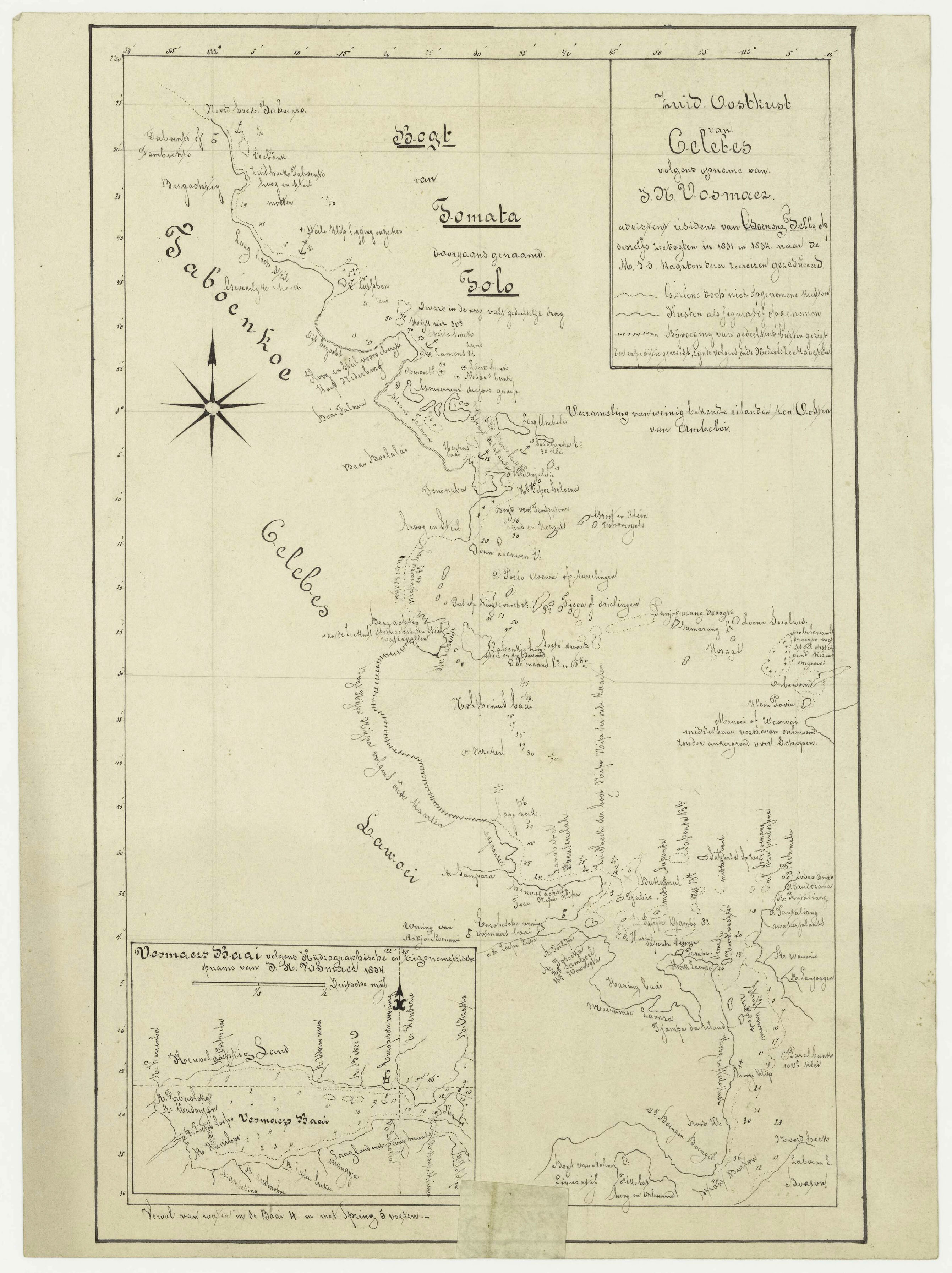
Kaart van de Zuid-Oostkust van Celebes volgens de opname van J.N. Vosmaer, assistent-resident van Gorontalo, op deszelfs zeetogten in 1831 en 1834.

Om de kusten beter in kaart te brengen kreeg hij moderne cartografische apparatuur mee. De baai bij Kendari werd in februari officieel Vosmaer's Baai genoemd. Bovendien kreeg hij toestemming om ook voor zichzelf handel te drijven. Hij was vooral optimistisch over de tripang export naar Java, Singapore, China en de Filipijnen. 'De middelen om het bestaan van zoo vele van ’s Konings onderdanen te verbeteren, zijn schier alleen in de aanmoediging van dezen handelstak gelegen', schreef hij in een verhandeling over de oostkust van Celebes. 'Ontegensprekelijk zal ter bereiking van dat heilzame doel, de invloed van het Nederlandsch Gezag, op eene gepaste wijze aangewend, zoo dat daaraan tevens bescherming verbonden zij, eene, voor hunne behoefte en begrippen behagelijke ondersteuning kunnen aanbieden; zeer gunstig kunnen medewerken tot de bevordering der welvaart van zoo vele onzer afgelegene bezittingen en tevens de verknochtheid van derzelver bewoners aan onze Regering, in de hoogste mate kunnen bevorderlijk zijn.'

## Einde

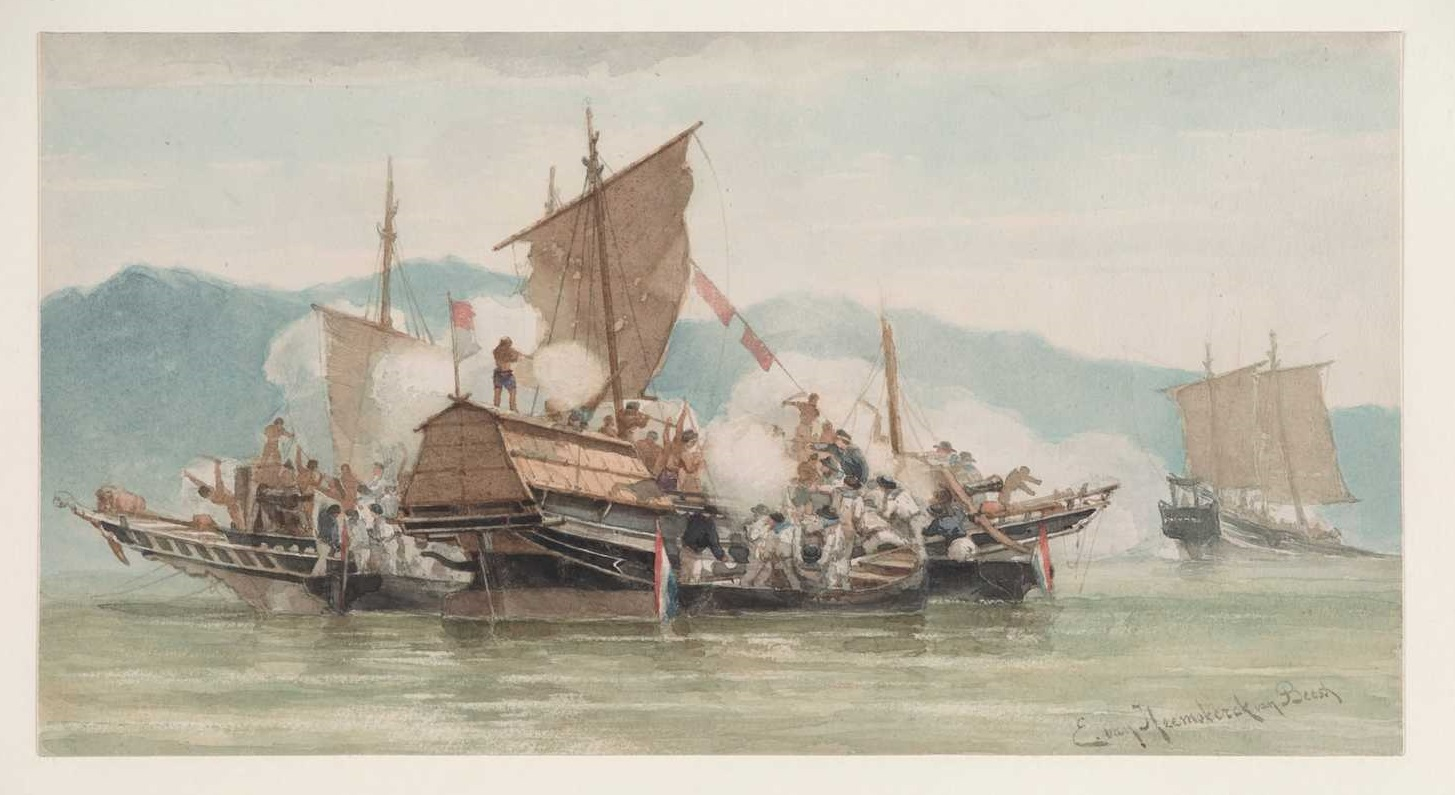
Nederlanders in gevecht met piraten bij Sulawesi, ca. 1820.

De sultan van het nabijgelegen Buton was niet blij met de concurrentie. Hij claimde soevereiniteit over het gebied. Volgens Vosmaer zette hij een prijs op zijn hoofd van 100 slaven, in de hoop dat Tobelo's hem zouden vermoorden. Hij liet zich er echter niet door afschrikken. Met de gouvernementschoener Calypso ging hij op weg naar Gorontalo, maar daar zou hij nooit aankomen. Onderweg werd hij ziek en stierf aan boord, vlak bij het eiland Buton, waar hij begraven werd. De nederzetting in Kendari werd nog een poos voortgezet omdat ook de nieuwe gouverneur van Makassar de plannen van Vosmaer realistisch vond, en ook elders toepaste. Ook op Pulau Selayer werden Tobelo piraten overreed om daar een vreedzaam bestaan op te bouwen. In 1840 brak in Kendari echter een dodelijke pokken epidemie uit die de bevolking decimeerde, en daarmee een eind maakte aan het experiment. De baai werd daarna in bezit genomen door Tobelo zeerovers en daarna door Boeginezen.
Vosmaers Korte beschrĳyving van het Zuid-Oostelijk Schiereiland van Celebes werd in 1838 uitgegeven door het Bataviaasch Genootschap van Kunsten en Wetenschappen. Kendari is tegenwoordig de op 3 na grootste stad van Sulawesi, met meer dan 300.000 inwoners.